# OTAN
La Organización del Tratado del Atlántico Norte (OTAN, en francés: Organisation du traité de l'Atlantique nord; en inglés: North Atlantic Treaty Organization), también conocida como la Alianza Atlántica, es una alianza militar internacional que se rige por el Tratado del Atlántico Norte o Tratado de Washington, firmado el 4 de abril de 1949. La organización constituye un sistema de defensa colectiva, en el cual los Estados integrantes acordaron defender a cualquiera de sus miembros que sea atacado por una potencia externa.
La sede de la OTAN se encuentra en Bruselas (Bélgica) y sus 32 Estados miembros abarcan la América del Norte y Europa. Además, veintiún Estados no miembros colaboran con la OTAN dentro del programa Asociación para la Paz, con otros quince involucrados en programas de diálogo y nueve como socios globales. En 2017, el gasto militar combinado de los 30 países miembros fue el 52 % del gasto militar mundial. A los partidarios de la existencia y continuidad de este ente se les conoce coloquialmente como «otanistas» o «atlantistas».
En sus primeros años, la OTAN no era mucho más que una asociación política. Sin embargo, la guerra de Corea hizo que se planteara una coalición permanente. Entonces se creó una estructura militar bajo la dirección de los comandantes de los Estados Unidos. La Guerra Fría llevó a las naciones rivales a crear el Pacto de Varsovia en 1955. No obstante, tras la caída del Muro de Berlín en 1989, la organización transatlántica ha acogido numerosos nuevos miembros, entre ellos varios que formaban parte del Pacto de Varsovia —las incorporaciones más recientes son la de Finlandia en abril de 2023, y la de Suecia en marzo de 2024 tras superar el veto húngaro–.
La OTAN intervino dentro de las guerras yugoslavas, lo que se convirtió en su primera intervención conjunta. La única ocasión en que un país miembro invocó el artículo 5 del tratado reivindicando la ayuda en su defensa, fue Estados Unidos en 2001. Desde entonces, los miembros colaboraron con los Estados Unidos en la guerra de Afganistán. El artículo 4 del tratado prevé llamar a consulta a los miembros y ha sido convocado cuatro veces, tres de ellas por Turquía, la primera por la guerra de Irak y las dos restantes por ataques recibidos durante la guerra civil siria, la cuarta fue invocada por Polonia en 2014 durante la Primera fase de la guerra ruso-ucraniana, debido a la movilización de tropas rusas en la frontera polaca con Kaliningrado y las maniobras rusas en el mar Báltico.
En 2019, la OTAN celebró su 70.º aniversario con una cumbre en Londres, a comienzos de diciembre, en donde firmó un documento conjunto que resaltaba sus logros y que recogía por primera vez la influencia de China, con los retos que ello supone para la organización.
El Concepto Estratégico aprobado en 2022 por la OTAN describe a la Unión Europea como un «socio único y esencial», y aboga por una asociación estratégica mejorada y reforzada. Ambas organizaciones comparten 22 Estados miembros que desempeñan funciones complementarias en apoyo la seguridad internacionales. Para la OTAN, el refuerzo de las capacidades de defensa de la Unión Europea debe ser complementario para evitar duplicaciones y contribuir al reparto de cargas entre Europa y América del Norte.

## Historia

### Origen de la OTAN
En 1949, en plena posguerra de la Segunda Guerra Mundial, en Occidente se veía con preocupación la política expansionista que estaba siguiendo la Unión Soviética. Era evidente que la Organización de las Naciones Unidas no podría ser capaz por sí sola de mantener la estabilidad en el mundo, ya que las propuestas de Estados Unidos en el Consejo de Seguridad eran rechazadas por los numerosos vetos soviéticos. La aparición de gobiernos comunistas en Europa Central y Oriental por influencia soviética aumentaba la presión en Europa Occidental. Entre 1947 y 1949, una serie de sucesos, más dramáticos por el hecho de la reciente marcha de las tropas estadounidenses y canadienses que aún se encontraban en Europa desde el fin de la Segunda Guerra Mundial, marcaron el punto más alto en la tensión que se estaba experimentando. Estos sucesos fueron amenazas a la soberanía de Noruega, Grecia, Turquía y Checoslovaquia, entre otros, donde el golpe de Praga de febrero de 1948, fue interpretado como un ataque directo a los intereses europeos. Además, el bloqueo de Berlín, entre junio de 1948 y mayo de 1949, empeoró la situación para los países antes mencionados.
La necesidad de una asociación de países cada vez era más manifiesta, de forma que en marzo de 1948, Francia, Bélgica, Países Bajos, Luxemburgo y el Reino Unido firmaron el Tratado de Bruselas, con el que creaban una alianza militar, la Unión Europea Occidental.

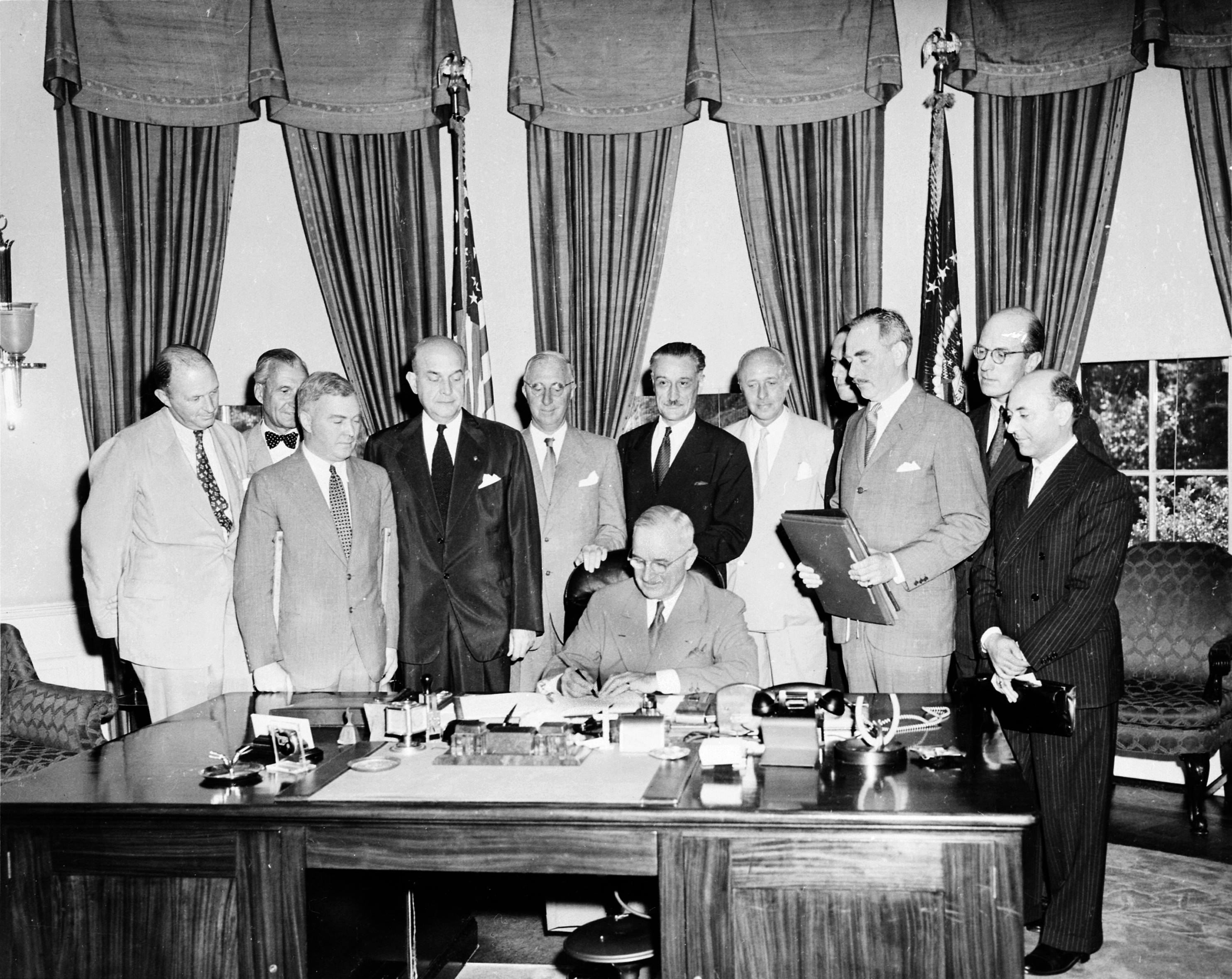
Firma del Tratado de Washington por el presidente de Estados Unidos, Harry Truman, el 4 de abril de 1949.

Ante la creciente expansión soviética, se decidió crear una alianza defensiva más amplia que la Unión Europea Occidental, por lo que se llevaron a cabo negociaciones entre Estados Unidos, Canadá y los países de la Unión Europea Occidental, a las que se decidió invitar a Dinamarca, Islandia, Italia, Noruega y Portugal. Las negociaciones giraron en torno a la creación de una alianza militar que tuviese una base en el artículo 51 de la Carta de las Naciones Unidas, y tuvieron como resultado la firma del Tratado de Washington, el 4 de abril de 1949, por la que se establecían las bases de la creación de la Organización del Tratado del Atlántico Norte.
Una de las dificultades surgidas durante las negociaciones estuvo relacionada con la integración de Estados Unidos en la organización. Los países europeos, devastados después de la guerra, estaban interesados en aliarse con Estados Unidos para así asegurarse una defensa eficaz, pero en Estados Unidos no se compartía este deseo. Sin embargo, el golpe de Praga y el bloqueo de Berlín hicieron aumentar la reivindicación por parte de los europeos, especialmente de Francia, de la creación de una alianza militar con Estados Unidos. En secreto, en Reino Unido se firmó un acuerdo, llamado Pentagon Paper,[cita requerida] con el que se establecía un esbozo de como debía ser una alianza en el Atlántico Norte.
El último elemento a tener en cuenta en el proceso de integración de Estados Unidos pasó por la necesidad de sortear la dificultad que suponía la prohibición por parte de la Constitución de los Estados Unidos de aliarse militarmente en tiempos de paz. El senador Vandenberg promovió la votación en el Senado de los Estados Unidos de la Resolución 239, que el 11 de junio de 1948 dio luz verde a la unión de Estados Unidos a la Alianza Atlántica. Bajo petición del Senado de Estados Unidos, se hizo constar en el tratado de constitución de la alianza (artículo 5) que las medidas a tomar en caso de agresión a algún país miembro fuesen resultado de la libre elección de cada país. El Senado quería mantener así el poder de decisión del Congreso de los Estados Unidos en materia militar.

### Guerra Fría

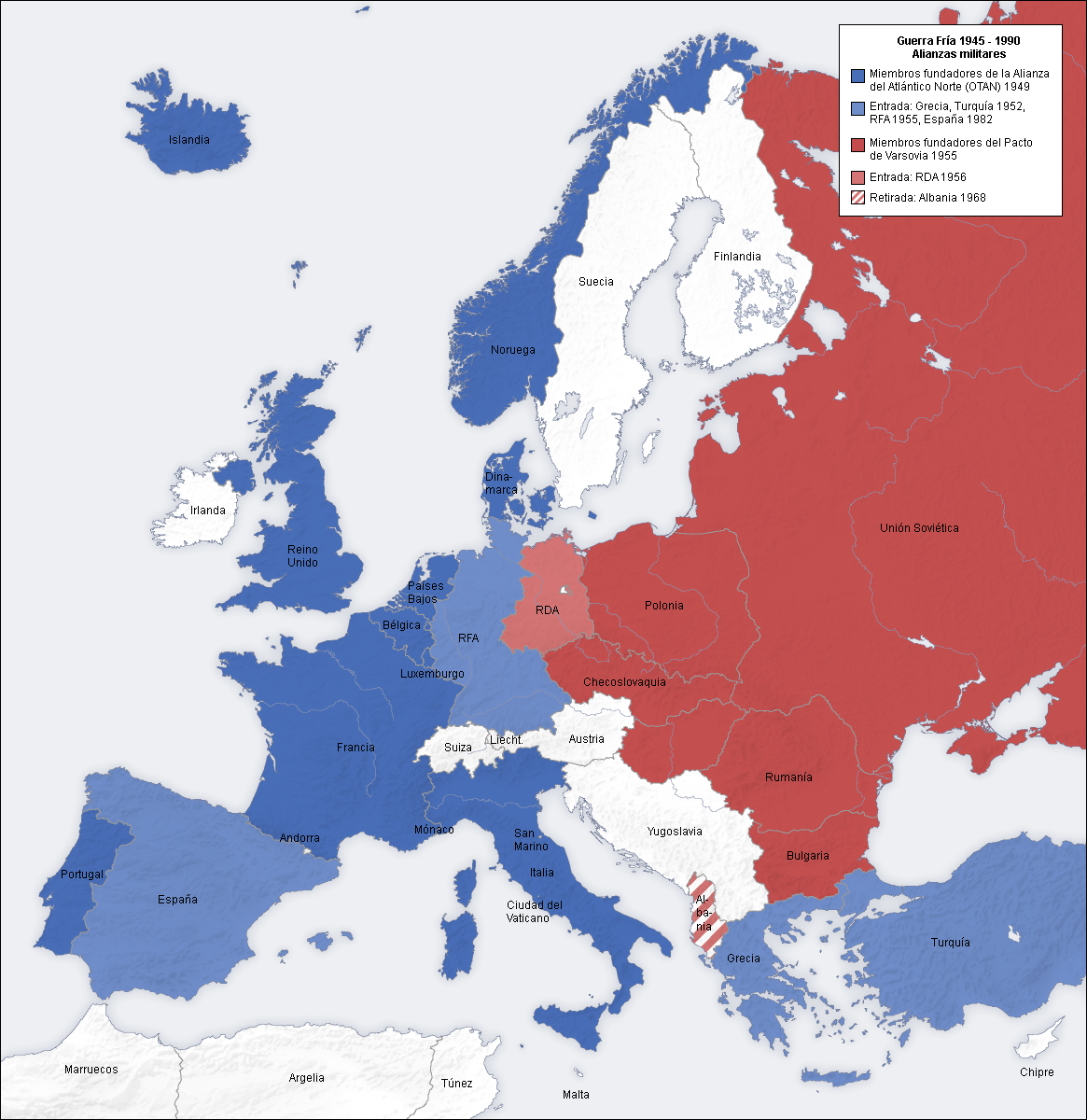
Miembros del Pacto de Varsovia (rojo), y de la OTAN (azul).

En teoría, estaba destinada a ser una garantía de seguridad de los estados de Europa Occidental ante la Unión Soviética y sus aliados. Como le era propio a la coyuntura de la Guerra Fría, las fuerzas de la OTAN actuaron como fuerza disuasoria.
Después de la constitución de la OTAN, nuevos países fueron sumándose. En 1952, se unieron los dos primeros: Grecia y Turquía. En 1954, la Unión Soviética propuso su unión a la OTAN, con el objetivo de mantener la paz en Europa, pero los aliados rechazaron la propuesta. Esto, junto con la incorporación de Alemania Occidental a la organización el 9 de mayo de 1955 —descrita como «un momento decisorio en la historia de nuestro continente» por el ministro de Asuntos Exteriores de Noruega, Halvard Lange— tuvo como consecuencia inmediata la creación del Pacto de Varsovia, firmado el 14 de mayo de 1955 por la Unión Soviética y sus aliados. Este pacto se considera la respuesta formal a la OTAN, poniendo de manifiesto los dos bandos opuestos de la Guerra Fría.

#### Salida de Francia de la organización militar integrada

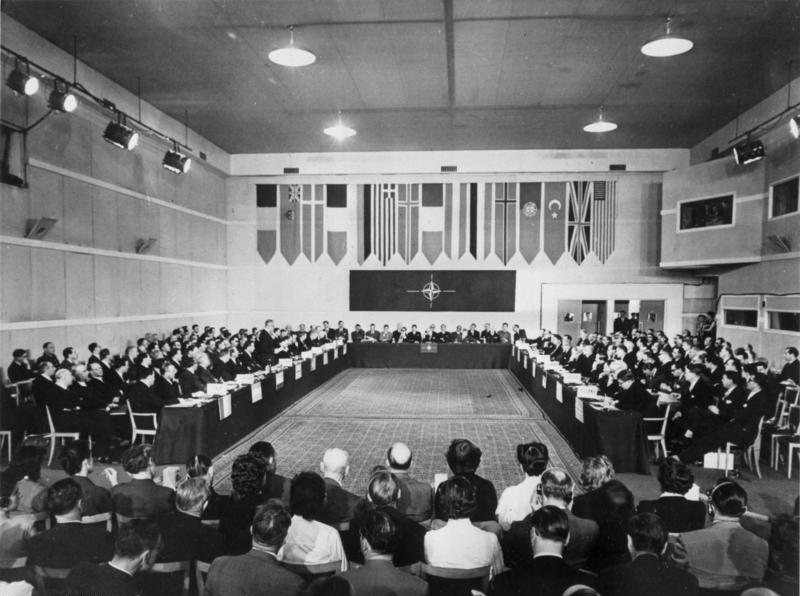
Conferencia de la OTAN en París en mayo de 1955.

La unidad de la OTAN fue puesta en evidencia ya desde sus principios. En 1958, el presidente francés Charles de Gaulle protestó por el papel hegemónico que tenían los Estados Unidos en la Organización y por lo que, a entendimiento del presidente, era una relación especial entre Estados Unidos y Reino Unido. En un memorándum enviado al presidente estadounidense Eisenhower y al primer ministro británico Macmillan el 17 de septiembre de 1958, De Gaulle argumentaba a favor de la creación de una dirección tripartida, que pusiese a Francia en igualdad de condiciones con Estados Unidos y Reino Unido, abogando también por la expansión de la OTAN en las áreas geográficas de interés para Francia, como Argelia, donde Francia intentaba eliminar a las fuerzas insurgentes y necesitaba la ayuda de la OTAN.
De Gaulle consideró las respuestas dadas como insatisfactorias, así que decidió construir una defensa independiente para su país. El 11 de marzo de 1959,  retiró su flota en el Mediterráneo del comando de la OTAN; tres meses después, en junio de 1959, De Gaulle prohibió la entrada de armas nucleares en territorio francés. Esto provocó que Estados Unidos transfiriera doscientos aviones a Francia y devolviera el control, entre 1950 y 1967, de las diez mayores bases aéreas que habían operado en Francia. La última base devuelta fue la de Toul-Rosières, base de la 26ª Ala de Reconocimiento, trasladada a la base aérea de Ramstein, en Alemania Occidental.
Mientras tanto, Francia había iniciado su programa nuclear, Force de frappe. Probó su primer arma nuclear, Gerboise Bleue, el 13 de febrero de 1960 en el desierto del Sahara.
Aunque Francia mostró solidaridad respecto al resto de la OTAN durante la crisis de los misiles en Cuba en 1962, De Gaulle continuó  su propósito de constituir una defensa independiente retirando del comando la flota francesa del Atlántico y del canal de la Mancha. En 1966, las Fuerzas armadas francesas fueron retiradas del comando integrado de la OTAN, y se ordenó que todas las tropas no francesas abandonasen el territorio galo. Todo ello  provocó que el 16 de octubre de 1967 se trasladase el Cuartel General Supremo de las Potencias Aliadas en Europa (SHAPE) de Rocquencourt, cerca de París, a Casteau, al norte de Mons, en Bélgica. Francia continuó en la alianza y con su ayuda a la defensa de Europa ante un posible ataque soviético con sus tropas estacionadas en Alemania Occidental.

#### Años 1980

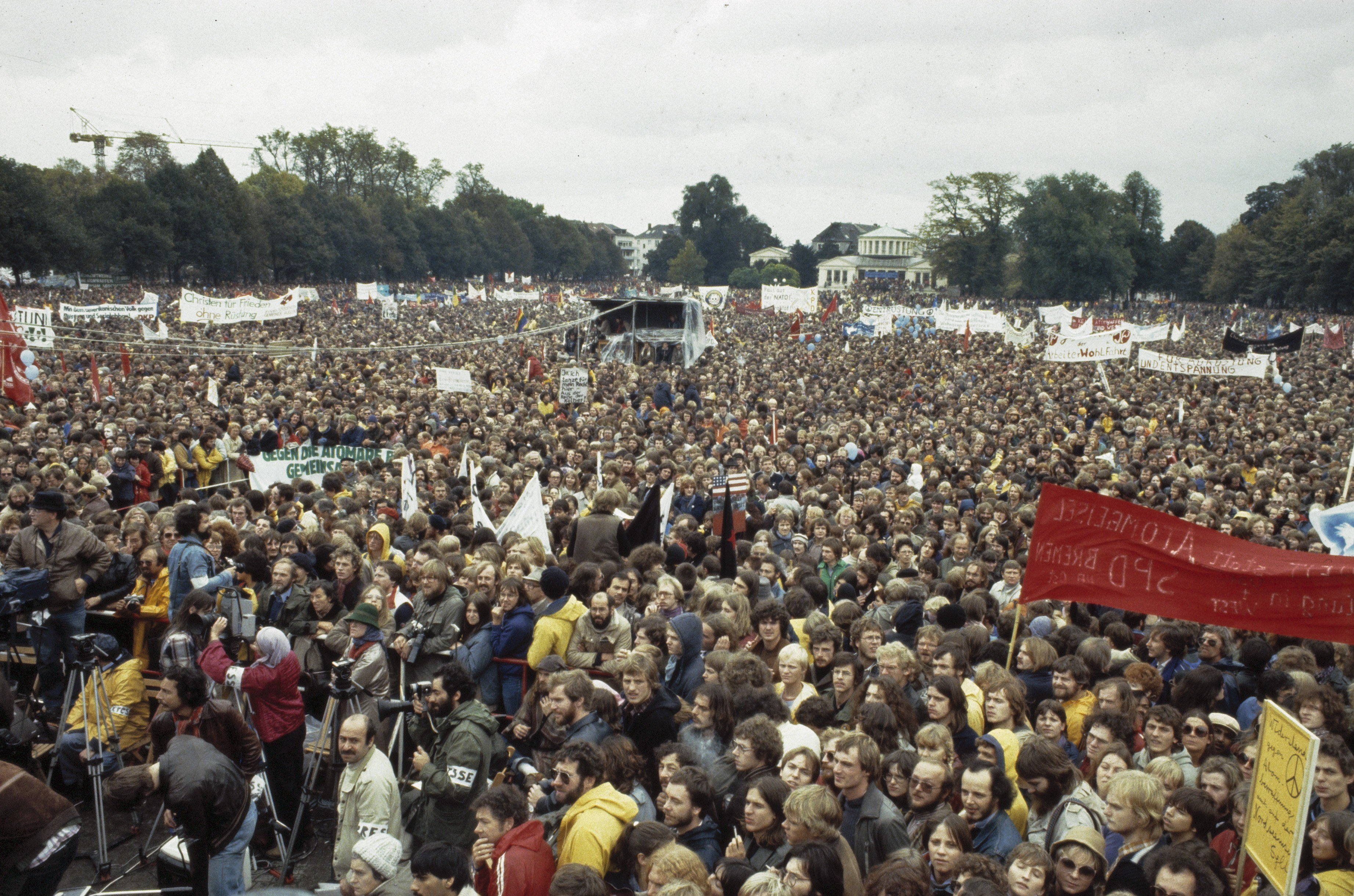
Protesta contra las armas nucleares en Alemania en 1981.

El 30 de mayo de 1982, España firmó el Tratado de Washington, convirtiéndose en el miembro número dieciséis de la Alianza Atlántica. Sin embargo, tras las elecciones generales de 1982 se suspendió la integración española en la organización, celebrándose el 12 de marzo de 1986 un referéndum sobre la permanencia de España en la OTAN que, con un 52,54 % de los votos, se mostró a favor de permanecer en la alianza, pero sin participar en su estructura militar integrada.

### Desintegración del bloque del Este

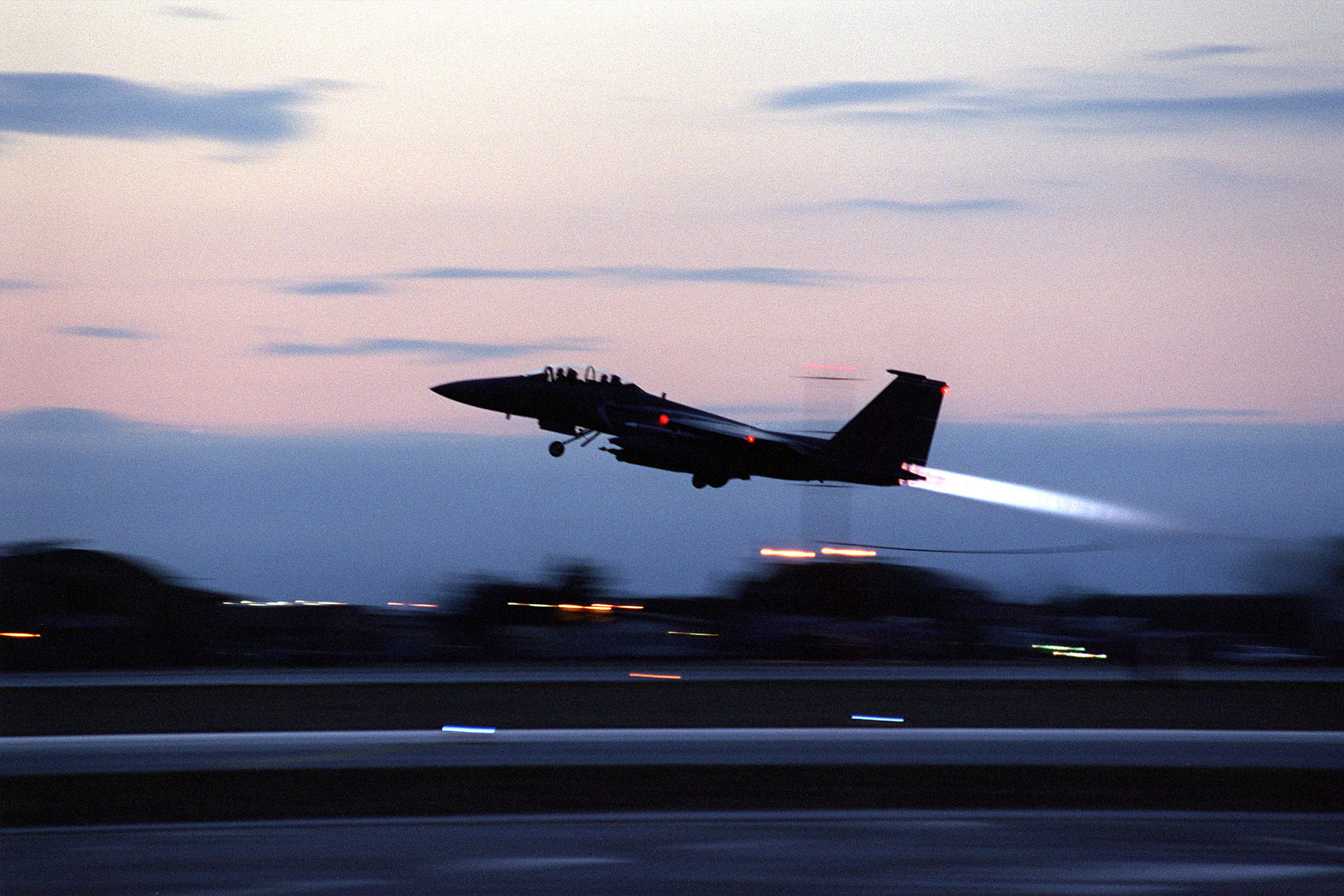
Un F-15 estadounidense de la Base Aérea de Aviano en Italia durante el ataque aéreo de la OTAN contra Yugoslavia de 1999.

Después de las revoluciones de 1989 y durante el proceso de disolución de la Unión Soviética en 1990-1991, el Pacto de Varsovia quedó disuelto el 1 de julio de 1991. La OTAN reformuló sus objetivos y actividades hasta apropiarse de la seguridad de una parte del hemisferio norte.
En este marco, se desarrolló la primera operación de ataque por parte de la OTAN de su historia, la incursión en 1995 en la República de Bosnia y Herzegovina contra las fuerzas serbias en lo que se conoció como la Operación Fuerza Deliberada. En 1999 se llevó a cabo la Operación Fuerza Aliada, el ataque aéreo contra la República Federal de Yugoslavia, destinada a parar la limpieza étnica en Kosovo, donde se cometían crímenes contra la población civil.
En 1996, con la autorización del Congreso de los Diputados, España negoció su ingreso en la nueva estructura de mandos de la OTAN, aspirando a la «plena participación» en la estructura militar integrada, entonces en periodo de reforma. España culminaría su incorporación en la estructura militar integrada el 1 de enero de 1999.
La República Checa, Hungría y Polonia, antiguos miembros del Pacto de Varsovia, se unieron a la Alianza Atlántica el 12 de marzo de 1999.
Frente al incumplimiento de los acuerdos entre Baker-Gorbachov, George F. Kennan, una de figuras más importantes de la diplomacia de Estados Unidos en el contexto de la Guerra Fría e intelectuales de la 'política de contención' del comunismo en 1997, escribió: 

"¿Por qué, con todas las esperanzadoras posibilidades engendradas por el fin de la Guerra Fría, las relaciones Este-Oeste deberían centrarse en la cuestión de quién se aliaría con quién y, por implicación, contra quién en un futuro fantasioso, totalmente imprevisible e improbable conflicto militar? (...) Dicho sin rodeos... expandir la OTAN sería el error más fatídico de la política estadounidense en toda la era posterior a la Guerra Fría. Se puede esperar que tal decisión inflame las tendencias nacionalistas, antioccidentales y militaristas en la opinión rusa; tener un efecto adverso en el desarrollo de la democracia rusa; restaurar la atmósfera de la guerra fría en las relaciones Este-Oeste e impulsar la política exterior rusa en direcciones que decididamente no son de nuestro agrado…"
George F. Kennan

Un año después, ante la inminente ratificación del Senado Estadounidense sobre una primera ronda de expansión de la OTAN, en una entrevista con el New York Times argumentó: 

“Creo que es el comienzo de una nueva guerra fría. (...) Creo que los rusos reaccionarán gradualmente de manera bastante adversa y afectará sus políticas. Creo que es un error trágico. No había ninguna razón para esto en absoluto. Nadie estaba amenazando a nadie más. Esta expansión haría que los padres fundadores de este país se revolvieran en sus tumbas.”
George F. Kennan

### Entre 2001 y 2020

Logo del ISAF. Escrito en pastún se lee: کمک و همکاری (Komak wa Hamkari), que significa «Ayuda y Cooperación».

Tras los atentados del 11 de septiembre de 2001, se llevó a cabo la Operación Libertad Duradera, la invasión de Afganistán por parte de Estados Unidos. La OTAN activó por primera vez el mecanismo de defensa mutua que prevé el artículo 5 del Tratado de Washington para apoyar los ataques de Estados Unidos a Afganistán.
En Afganistán, desde el 11 de agosto de 2003, la OTAN lideró una misión encargada por la ONU llamada Fuerza Internacional de Asistencia para la Seguridad (ISAF). El objetivo de la ISAF era ayudar al gobierno afgano a proporcionar una seguridad efectiva en todo el país y a desarrollar unas fuerzas de seguridad propias. Fue desplegada para proporcionar seguridad en torno a Kabul, a medida que la presencia de la ISAF se expandió para cubrir todo el territorio, sus tropas participaron en la lucha contra la insurgencia al tiempo que intentaban ayudar a la reconstrucción del país.
En Irak, la OTAN se ha limitado a entrenar a las fuerzas de seguridad. Las negativas de numerosos países europeos a que la OTAN actuara en el conflicto iraquí, encabezados por Alemania, disuadió a este organismo de involucrarse en una guerra iniciada por Estados Unidos y Reino Unido.
El 29 de marzo de 2004, Bulgaria, Eslovaquia, Eslovenia, Rumania y las ex repúblicas soviéticas Estonia, Letonia y Lituania firmaron el Tratado de Washington.
En febrero de 2005, Gerhard Schröder propuso crear una comisión para reformar la OTAN ante el peso creciente de la Unión Europea. El canciller alemán consideraba necesario reestructurar la Alianza Atlántica, dado que los desafíos estratégicos estaban fuera de su ámbito defensivo y no requerían en primera línea una respuesta militar, «ha habido malentendidos, malestares, desconfianza y hasta tensiones», indicó el canciller, como quedó reflejado tras la invasión de Irak de 2003 que dejó de manifiesto cuán profundas pueden ser las discrepancias.
En septiembre de 2006, la OTAN puso en marcha la Operación Medusa sobre el sur de Afganistán, con el objetivo de acabar con los reductos talibán en Panjwai y Zhari, en Kandahar, donde los insurgentes poseían una fuerte presencia. Se estima que en la operación fallecieron unos quinientos talibanes.
En 2008, la OTAN solicitó a Colombia tropas del Ejército y expertos antiminas y antinarcóticos para participar en la labor que se desarrollaba en la región afgana bajo la jurisdicción del Ejército español, debido a su experiencia en estos temas, mayor a la del resto de países. El 20 de febrero de 2009 fue aprobada la participación de entre 120 y 150 miembros del Ejército colombiano en la ISAF bajo bandera española. El caso de Colombia resultó particular por no pertenecer a la geografía del Atlántico Norte y, al mismo tiempo, no ser una nación en la OTAN.
Croacia y Albania se adhirieron a la Alianza Atlántica el 1 de abril de 2009.
El presidente Nicolas Sarkozy reintegró a Francia en el comando integrado coincidiendo con la cumbre del 60.º aniversario de la Alianza del 3 y 4 de abril de 2009, que se celebró entre Estrasburgo y Kehl, en la frontera franco-alemana.
El 31 de diciembre de 2014 la Alianza Atlántica puso fin a la misión de la ISAF. Desde 2015 la OTAN lleva a cabo en Afganistán la misión Apoyo Decidido, con una presencia militar más reducida, para entrenar, asesorar y ayudar a las fuerzas afganas.
En 5 de junio de 2017 se adhirió Montenegro, el vigésimo noveno miembro de la Alianza.
Por su parte, Macedonia del Norte pasó a formar parte de la alianza desde el 27 de marzo de 2020. Hasta entonces, el único obstáculo del país era superar los problemas derivados del nombre de la república, ya que en 2008 Grecia hizo bloquear la invitación al país eslavo hasta que fuera resuelta la disputa sobre su nombre, reclamado por Grecia como patrimonio helénico. Así, en junio de 2018, ambos países firmaron un acuerdo provisional por el cual la Antigua República Yugoslava de Macedonia pasaría a llamarse Macedonia del Norte, lo que fue ratificado por los parlamentos de ambos países en enero de 2019, lo que permitió continuar con el proceso de incorporación a la alianza, que culminaría un año después.

### Respuesta a la invasión rusa de Ucrania de 2022

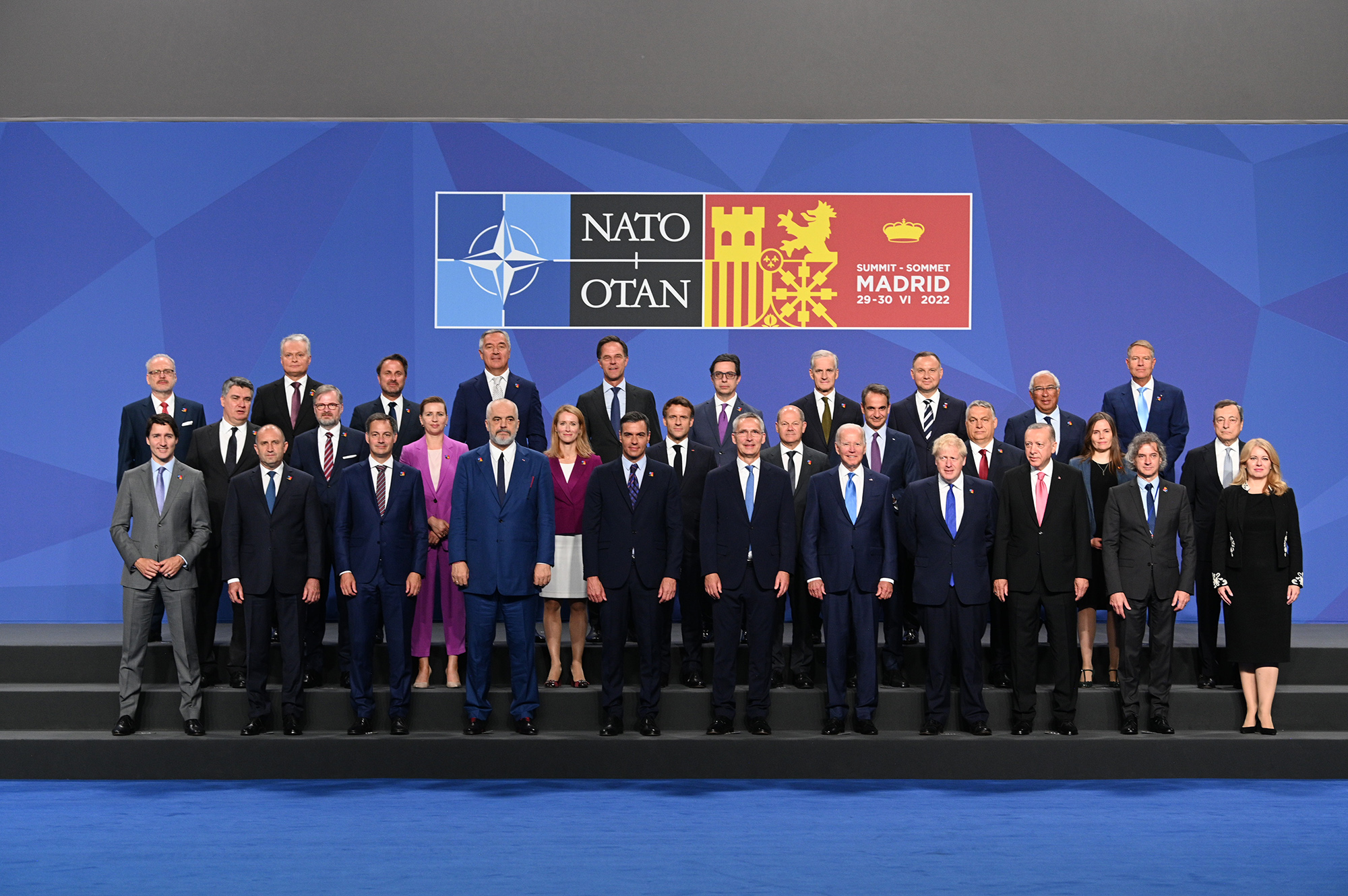
Fotografía de familia de los jefes de Estado y de Gobierno asistentes a la Cumbre de Madrid de 2022, que adquirió una gran relevancia por la previa invasión rusa de Ucrania de 2022.

Tras la invasión rusa de Ucrania, la OTAN ha celebrado diversas cumbres, conferencias y reuniones con el fin atender la crisis del conflicto ruso-ucraniano.
El 13 de junio de 2024, se celebró en Bruselas la Reunión de Ministros de Defensa de la OTAN. En la cual se concordaron diversos puntos: a) continuar con el apoyo militar a Ucrania; b) asegurar la unidad y el consenso de los aliados en el apoyo a Ucrania de cara a la próxima Cumbre de Washington; c) garantizar la coherencia de las iniciativas que se lleven a cabo por parte de la OTAN como las de propio Grupo de Contacto, el Centro Internacional de Coordinación de Donantes o la Unión Europea; y d) se firmaron diversos documentos, entre ellos, una carta de intenciones para establecer una Coalición para las Capacidades Acorazadas de Ucrania. 

## Tratado del Atlántico Norte
En el tratado se observa cómo se pretendía que Europa llevase a cabo su propia defensa militar, pues en el artículo 3 se permite que Estados Unidos ayude al desarrollo militar de Europa, a modo de Plan Marshall en el ámbito militar.

## Estados miembros

Cronología de la OTAN en Europa.

Listado de países miembros y la fecha en que ingresaron en la organización:
| Fecha                 | País                | Expansión  | Notas |
| --------------------- | ------------------- | ---------- | --- |
| 4 de abril de 1949    | Bélgica             | Fundadores | |
| 4 de abril de 1949    | Canadá              | Fundadores | [ 31 ] |
| 4 de abril de 1949    | Dinamarca           | Fundadores | |
| 4 de abril de 1949    | Estados Unidos      | Fundadores | |
| 4 de abril de 1949    | Francia             | Fundadores | Francia se retiró de la estructura militar de la OTAN en 1966 bajo mandato de Charles de Gaulle, volviéndose a incorporar en 2009 durante la presidencia de Nicolás Sarkozy. |
| 4 de abril de 1949    | Islandia            | Fundadores | Islandia, el único miembro de la OTAN que no posee fuerza militar propia (su defensa estuvo asegurada por las Fuerzas de Defensa de Islandia, que fueron dirigidas por Estados Unidos y tuvieron base en Keflavík), se unió con la condición de que no se vería forzada a participar en ningún acontecimiento bélico.                   |
| 4 de abril de 1949    | Italia              | Fundadores | |
| 4 de abril de 1949    | Luxemburgo          | Fundadores | |
| 4 de abril de 1949    | Noruega             | Fundadores | |
| 4 de abril de 1949    | Países Bajos        | Fundadores | |
| 4 de abril de 1949    | Portugal            | Fundadores | |
| 4 de abril de 1949    | Reino Unido         | Fundadores | |
| 18 de febrero de 1952 | Grecia              | Primera    | Grecia retiró sus tropas de la estructura militar de la OTAN entre 1974 y 1980 a causa de las tensiones entre dicho país y Turquía en 1974. |
| 18 de febrero de 1952 | Turquía             | Primera    | |
| 6 de mayo de 1955     | Alemania            | Segunda    | Alemania se unió como República Federal de Alemania en 1955, sin incluir la RDA. |
| 30 de mayo de 1982    | España              | Tercera    | El 12 de marzo de 1986 se celebró un referéndum para consultar a los españoles si estaban a favor de la permanencia en la alianza, destacando la exclusión de parte del territorio español: Ceuta y Melilla. Finalmente triunfó la permanencia en la OTAN con el 56,85 % de los votos y una participación que rondó el 60 % del padrón. |
| 3 de octubre de 1990  | -                   | -          | Con la reunificación alemana, la República Democrática Alemana se integró en la República Federal Alemana, por tanto extendiéndose la OTAN por su territorio. |
| 12 de marzo de 1999   | Hungría             | Cuarta     | |
| 12 de marzo de 1999   | Polonia             | Cuarta     | |
| 12 de marzo de 1999   | República Checa     | Cuarta     | |
| 29 de marzo de 2004   | Bulgaria            | Quinta     | |
| 29 de marzo de 2004   | Eslovaquia          | Quinta     | |
| 29 de marzo de 2004   | Eslovenia           | Quinta     | |
| 29 de marzo de 2004   | Estonia             | Quinta     | |
| 29 de marzo de 2004   | Letonia             | Quinta     | |
| 29 de marzo de 2004   | Lituania            | Quinta     | |
| 29 de marzo de 2004   | Rumania             | Quinta     | |
| 1 de abril de 2009    | Croacia             | Sexta      | |
| 1 de abril de 2009    | Albania             | Sexta      | |
| 5 de junio de 2017    | Montenegro          | Séptima    | |
| 27 de marzo de 2020   | Macedonia del Norte | Octava     | |
| 4 de abril de 2023    | Finlandia           | Novena     | |
| 7 de marzo de 2024    | Suecia              | Décima     | |

### Adhesiones

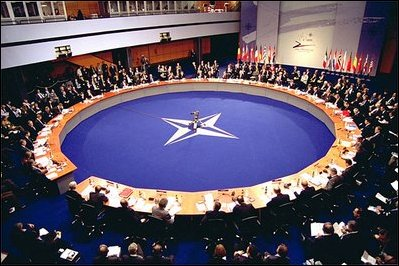
Fotografía de la Cumbre de la OTAN en Praga 2002.

La relación de pertenencia a la Unión Europea y a la OTAN.
Estados de la Unión Europea
Miembros de la OTAN
Miembros de ambas organizaciones

El artículo 10 del Tratado del Atlántico Norte, permite que nuevos Estados formen parte de la OTAN:

Las Partes pueden, por acuerdo unánime, invitar a ingresar a cualquier Estado europeo que esté en condiciones de favorecer el desarrollo de los principios del presente Tratado y de contribuir a la seguridad de la zona del Atlántico Norte. Cualquier Estado que sea así invitado puede ser Parte del Tratado depositando el instrumento de adhesión correspondiente ante el Gobierno de los Estados Unidos de América. Este Gobierno informará a cada una de las Partes de haberse efectuado el depósito de dicho instrumento de adhesión.

Este artículo pone dos condiciones al ingreso de nuevos Estados:
- Solo países de Europa pueden ser nuevos miembros.

- Es necesario el acuerdo unánime del resto de Estados miembros.

Este último criterio implica que los Estados miembros pueden poner una serie de condiciones de cara al ingreso de nuevos países. Sin embargo, en la práctica la OTAN pone una serie de condiciones comunes.

### Aspirantes
Bosnia y Herzegovina es el único con un Plan de Acción para la Adhesión. Junto con Georgia, fueron nombrados «países aspirantes» a la OTAN en la reunión del Consejo del Atlántico Norte del 7 de diciembre de 2011.

#### Georgia
Georgia celebró un referéndum el 5 de enero de 2008, en el cual fue aprobado por el 72,5 % de su población, la incorporación de este país a la Alianza Atlántica. Con la guerra entre Rusia y Ucrania de 2022, temiendo un caso similar con el gigante ruso, Georgia busca acelerar rápidamente su ingreso a la OTAN.

#### Bosnia y Herzegovina
En agosto del 2010, una encuesta mostró que el 70 % del país apoya la membresía de la OTAN, pero los resultados fueron muy diferentes en las dos entidades constitutivas de Bosnia y Herzegovina. Mientras que el 90 % de la Federación de Bosnia y Herzegovina (región de mayoría bosníaca y croata) apoyó la membresía de la OTAN, solo el 33 % en la República Srpska (de mayoría serbia) lo hizo.

#### Ucrania
Ucrania comenzó su proceso de adhesión en enero de 2008, al ser presentada en Bruselas la solicitud de ingreso en la alianza, que debe ser respaldada a través de un referéndum popular, en fecha que aún no se ha establecido.
El 8 de junio de 2017, en Ucrania, la Rada Suprema, aprobó una ley que hace de la integración con la OTAN una prioridad de política exterior. En julio de 2017, Poroshenko anunció que buscaría la apertura de negociaciones sobre un Plan de Acción de Membresía con la OTAN.
Para marzo de 2018, la OTAN había reconocido a Ucrania como un país aspirante. El 20 de septiembre de 2018, el parlamento ucraniano aprobó enmiendas a la constitución que harían de la adhesión del país a la OTAN y la UE un objetivo central y el principal objetivo de la política exterior.
En 2022, tras la invasión rusa en Ucrania, la OTAN ha redoblado esfuerzos para que el país rápidamente quede adherido a la organización transatlántica, tomando en cuenta que este organismo ha estado brindando apoyo logístico y armamentístico a Ucrania, desde el inicio del conflicto.

## Estructura y organización

Logotipo de la OTAN.

### Estructura política

#### Consejo del Atlántico Norte

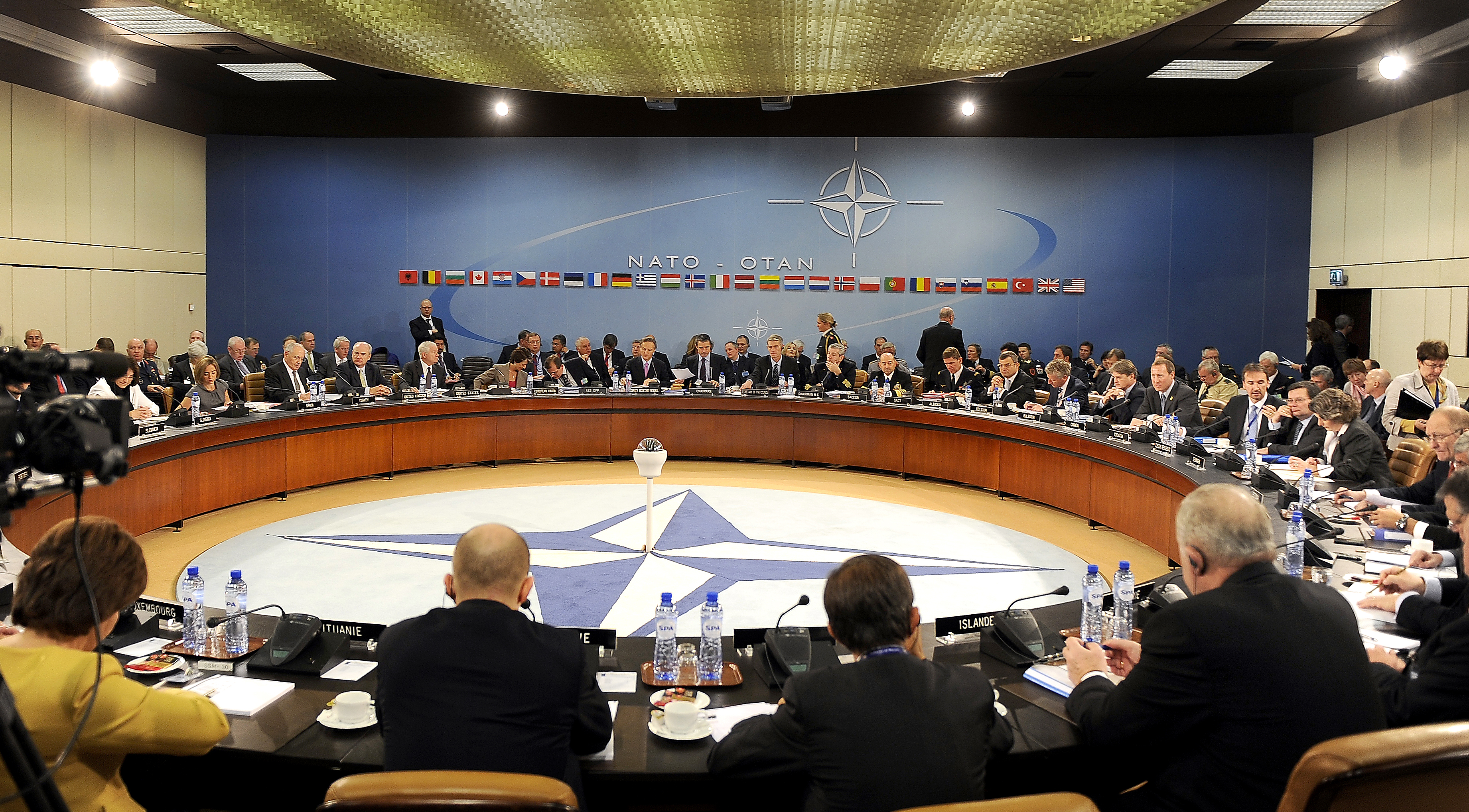
Consejo del Atlántico Norte del 14 de octubre de 2010.

La OTAN está gobernada por sus treinta y dos Estados miembros, sin embargo, el Tratado del Atlántico Norte y otros acuerdos describen cómo se deben tomar las decisiones que surgen dentro de la OTAN.
Cada uno de los treinta y dos miembros envía una delegación a la sede de la OTAN en Bruselas. Al alto miembro permanente de cada delegación se conoce como el «representante permanente», que por lo general es un alto funcionario o embajador con experiencia. Los miembros permanentes forman el Consejo del Atlántico Norte (North Atlantic Council, NAC), que se reúne al menos una vez por semana y tiene la autoridad de gobierno efectivo y el poder de decisión en la OTAN. Las decisiones más importantes se toman en reuniones compuestas por los ministros de Asuntos Exteriores, los de Defensa o los jefes de Estado o de Gobierno.
Las reuniones del Consejo del Atlántico Norte son presididas por el secretario general de la OTAN. Todas las decisiones se toman de forma unánime y de común acuerdo. No hay ninguna votación o decisión por mayoría. Cada nación representada en la mesa del Consejo o en cualquiera de sus comités subordinados conserva la completa soberanía y la responsabilidad de sus propias decisiones.

#### Secretario general
El secretario general es el presidente del Consejo del Atlántico Norte, el más alto representante de la dirección política de la Organización del Tratado del Atlántico Norte. Desde la creación de la OTAN, los secretarios generales han sido:
| 1  | Hastings Ismay                     | Reino Unido         | 4 de abril de 1952      | 16 de mayo de 1957       |
| 2  | Paul-Henri Spaak                   | Bélgica             | 16 de mayo de 1957      | 21 de abril de 1961      |
| 3  | Dirk Stikker                       | Países Bajos        | 21 de abril de 1961     | 1 de agosto de 1964      |
| 4  | Manlio Brosio                      | Italia              | 1 de agosto de 1964     | 1 de octubre de 1971     |
| 5  | Joseph Luns                        | Países Bajos        | 1 de octubre de 1971    | 25 de junio de 1984      |
| 6  | Peter Carington                    | Reino Unido         | 25 de junio de 1984     | 1 de julio de 1988       |
| 7  | Manfred Wörner                     | Alemania Occidental | 1 de julio de 1988      | 13 de agosto de 1994     |
| -  | Sergio Balanzino (interino)        | Italia              | 13 de agosto de 1994    | 17 de octubre de 1994    |
| 8  | Willy Claes                        | Bélgica             | 17 de octubre de 1994   | 20 de octubre de 1995    |
| -  | Sergio Balanzino (interino)        | Italia              | 20 de octubre de 1995   | 5 de diciembre de 1995   |
| 9  | Javier Solana                      | España              | 5 de diciembre de 1995  | 14 de octubre de 1999    |
| 10 | George Robertson                   | Reino Unido         | 14 de octubre de 1999   | 17 de diciembre de 2003  |
| -  | Alessandro Minuto-Rizzo (interino) | Italia              | 17 de diciembre de 2003 | 1 de enero de 2004       |
| 11 | Jaap de Hoop Scheffer              | Países Bajos        | 1 de enero de 2004      | 1 de agosto de 2009      |
| 12 | Anders Fogh Rasmussen              | Dinamarca           | 1 de agosto de 2009     | 1 de octubre de 2014     |
| 13 | Jens Stoltenberg                   | Noruega             | 1 de octubre de 2014    | 30 de septiembre de 2024 |
| 14 | Mark Rutte                         | Países Bajos        | 1 de octubre de 2024    | Presente                 |

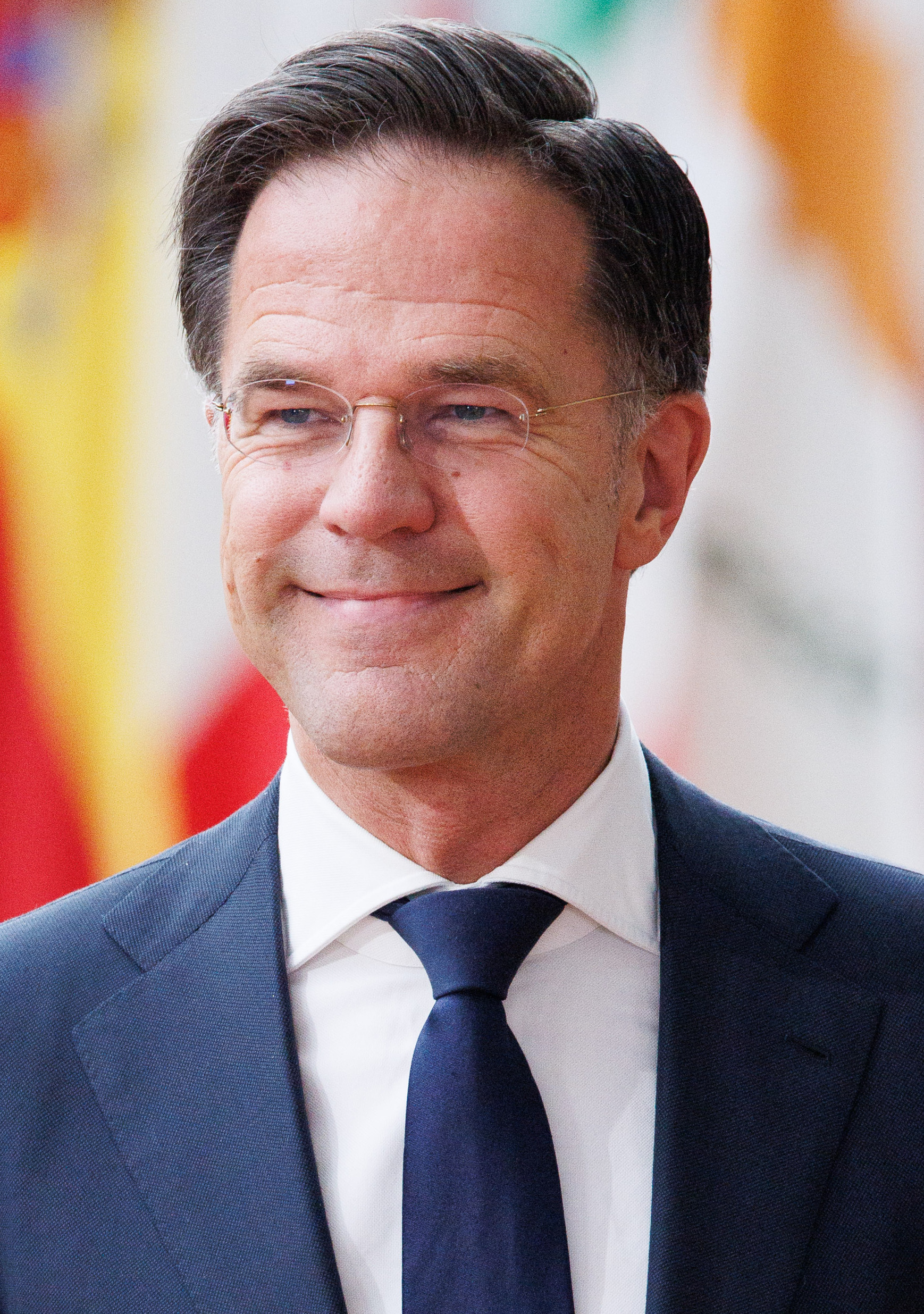
Mark Rutte, secretario general de la OTAN desde 2024.

Desde noviembre de 2024, la vicesecretaria general de la OTAN es la macedonia Radmila Šekerinska.

#### Asamblea Parlamentaria de la OTAN
La Asamblea Parlamentaria de la OTAN establece los numerosos objetivos estratégicos de la OTAN. Se reúne en la Sesión Anual, y es el órgano consultivo que interactúa directamente con las estructuras parlamentarias de los gobiernos nacionales de los Estados miembros a través de sus miembros permanentes o embajadores ante la OTAN. La Asamblea Parlamentaria de la OTAN se compone de los legisladores de los parlamentos de cada uno de los países miembros de la Alianza del Atlántico Norte, así como trece miembros asociados. Tienen como objetivo discutir las políticas de seguridad en el Consejo de la OTAN.

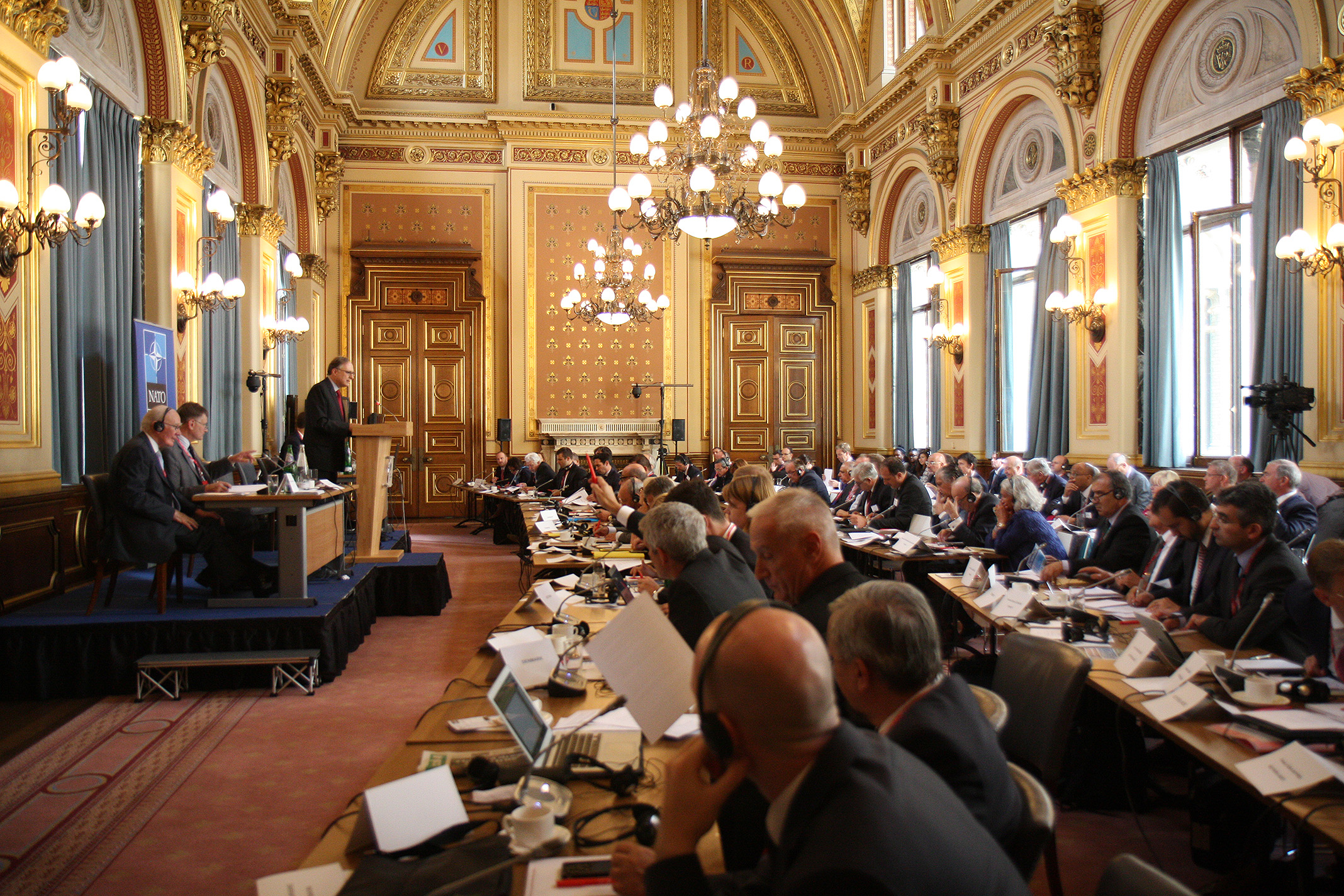
Asamblea Parlamentaria de 2014 en Londres.

La Asamblea es el órgano de integración política de la OTAN que elabora la agenda política del Consejo de la OTAN a través de informes de sus cinco comités:
- Comité sobre la Dimensión Civil de la Seguridad.
- Comité de Seguridad y Defensa.
- Comisión de Economía y Seguridad.
- Comisión política.
- Comité de Ciencia y Tecnología.

### Estructura militar

#### Comité Militar
La estructura militar de la OTAN es dirigida por el Comité Militar, que a su vez se encuentra bajo la autoridad del Consejo del Atlántico Norte. El Comité se encarga de asesorar a la Alianza en materia militar, pudiéndose reunir para ello los jefes de Estado Mayor, siendo más común la reunión a nivel de representantes militares.
El presidente del Comité Militar es el oficial militar de más alto rango de la OTAN, y el principal asesor militar del secretario general.
El Comité Militar, cumpliendo su objetivo de asesorar en materia militar, da directrices a los dos comandantes estratégicos de la organización: el comandante supremo aliado en Europa (Supreme Allied Commander Europe, SACEUR) y el comandante supremo aliado de Transformación (Supreme Allied Commander Transformation, SACT).

#### Mando Aliado de Operaciones

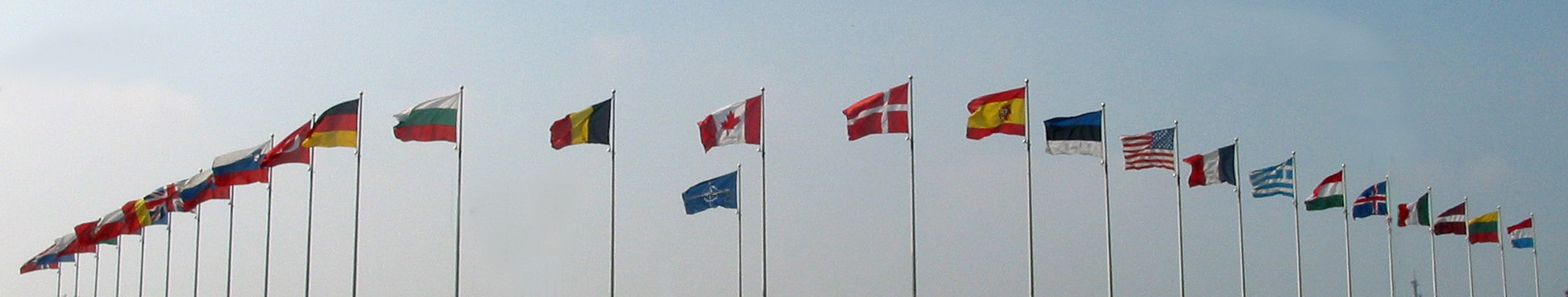
Banderas de los países de la OTAN en la entrada al Cuartel General Supremo de las Potencias Aliadas en Europa (2006).

La función del SACEUR es la de preservar la paz, la seguridad y la integridad territorial de todos los países que conforman la OTAN. El SACEUR, en calidad de comandante supremo, se encargará de repeler, mediante las oportunas medidas militares, cualquier ataque que suceda o con riesgo de que suceda.
También se encarga de planificar las campañas militares, incluyendo el reclutamiento de las fuerzas militares necesarias para llevar a cabo las misiones de la OTAN, que incluyen la promoción de estabilidad, ayuda en crisis y provisión de una defensa efectiva allá donde sea necesario. Por otra parte, se encarga de hacer las pertinentes recomendaciones a las autoridades políticas y militares respecto a cualquier asunto militar que se encuentre dentro de su responsabilidad. El SACEUR también tiene acceso directo a los representantes militares de cada país, así como, si lo encuentra necesario, con las autoridades pertinentes, para facilitar el cumplimiento de las misiones.
El SACEUR tiene un perfil público muy importante, siendo el portavoz del Cuartel General Supremo de las Potencias Aliadas en Europa (Supreme Headquarters Allied Powers in Europe, SHAPE). Mediante sus actos públicos y el personal de su gabinete, mantiene contacto regularmente con la prensa y lleva a cabo viajes por los países pertenecientes a la OTAN, así como con los que se está llevando a cabo programas de diálogo, cooperación y asociación. El SACEUR también se responsabiliza de desarrollar los contactos militares con los países pertenecientes al programa Asociación para la Paz.
El SHAPE es el centro de comando militar del SACEUR. Hasta 1967, estaba situado en Francia, en Rocquencourt, en la actual sede del Institut National de Recherche en Informatique et en Automatique, cerca de París. Como consecuencia del retiro de Francia de la estructura militar de la OTAN, el SHAPE fue trasladado a Bélgica, en el territorio de las antiguas comunas de Casteau, Maisières y de Masnuy-Saint-Jean. Después de la fusión de las comunas, todo el territorio del SHAPE pasó a ser parte de Mons, en la provincia de Henao.
Lista de los comandantes supremos aliados en Europa:
|     | Nombre                                    | Ejército                                | Desde                   |
| --- | ----------------------------------------- | --------------------------------------- | ----------------------- |
| 1.  | General del ejército Dwight D. Eisenhower | Ejército de los Estados Unidos          | 2 de abril de 1951      |
| 2.  | General Matthew Ridgway                   | Ejército de los Estados Unidos          | 30 de mayo de 1952      |
| 3.  | General Alfred Gruenther                  | Ejército de los Estados Unidos          | 11 de julio de 1953     |
| 4.  | General Lauris Norstad                    | Fuerza Aérea de los Estados Unidos      | 20 de noviembre de 1956 |
| 5.  | General Lyman Lemnitzer                   | Ejército de los Estados Unidos          | 1 de enero de 1963      |
| 6.  | General Andrew Goodpaster                 | Ejército de los Estados Unidos          | 1 de julio de 1969      |
| 7.  | General Alexander Haig                    | Ejército de los Estados Unidos          | 15 de diciembre de 1974 |
| 8.  | General Bernard W. Rogers                 | Ejército de los Estados Unidos          | 1 de julio de 1979      |
| 9.  | General John Galvin                       | Ejército de los Estados Unidos          | 26 de junio de 1987     |
| 10. | General John Shalikashvili                | Ejército de los Estados Unidos          | 23 de junio de 1992     |
| 11. | General George Joulwan                    | Ejército de los Estados Unidos          | 22 de octubre de 1993   |
| 12. | General Wesley Clark                      | Ejército de los Estados Unidos          | 11 de julio de 1997     |
| 13. | General Joseph Ralston                    | Fuerza Aérea de los Estados Unidos      | 3 de mayo de 2000       |
| 14. | General James L. Jones                    | Cuerpo de Marines de los Estados Unidos | 17 de enero de 2003     |
| 15. | General Bantz J. Craddock                 | Ejército de los Estados Unidos          | 7 de diciembre de 2006  |
| 16. | General James G. Stavridis                | Armada de los Estados Unidos            | 2 de julio de 2009      |
| 17. | General Philip M. Breedlove               | Fuerza Aérea de los Estados Unidos      | 13 de mayo de 2013      |
| 18. | General Curtis Scaparrotti                | Ejército de los Estados Unidos          | 4 de mayo de 2016       |
| 19. | General Tod D. Wolters                    | Fuerza Aérea de los Estados Unidos      | 3 de mayo de 2019       |
| 20. | General Christopher G. Cavoli             | Ejército de los Estados Unidos          | 4 de julio de 2022      |

Bandera del SACEUR.

El Mando Aliado de Operaciones está compuesto por diversos cuarteles generales subordinados al SHAPE: A nivel operativo por dos mandos de fuerzas conjuntas, uno en Brunssum (Países Bajos) y otro en Nápoles (Italia). A nivel táctico por el Cuartel General del Mando Aéreo Aliado en Ramstein (Alemania), el Cuartel General del Mando Terrestre Aliado en Esmirna (Turquía) y el Cuartel General del Mando Marítimo Aliado en Northwood (Reino Unido).

#### Mando Aliado de Transformación
Desde su creación en 2003, la misión del Mando Aliado de Transformación es contribuir a preservar la paz, la seguridad y la integridad territorial de los Estados miembros de la Alianza liderando la transformación de las estructuras, fuerzas, capacidades y doctrinas militares. Esta misión debe permitir a la OTAN cumplir sus objetivos y sus misiones principales.
El Mando Aliado de Transformación está organizado en torno a cuatro funciones principales:
- Pensamiento estratégico.
- Desarrollo de capacidades.
- Educación, capacitación y ejercicios.
- Cooperación y compromiso.

Tiene su cuartel general en Norfolk (Virginia, Estados Unidos) y tres entidades subordinadas: El Centro de Guerra Conjunta (Stavanger, Noruega), el Centro de Adiestramiento de Fuerzas Conjuntas (Bydgoszcz, Polonia) y el Centro de Análisis Conjunto y Lecciones Aprendidas (Monsanto, Portugal).
Desde el 11 de septiembre de 2018 el SACT, comandante supremo aliado de Transformación, es el general del Ejército del Aire Francés André Lanata.

## Acuerdos con países ajenos a la membresía
| Mapa de Europa con países en azul, cian, naranja y amarillo basado en su afiliación a la OTAN.. | Mapa mundial con países en azul, cian, naranja, amarillo, púrpura y verde, basado en su afiliación a la OTAN. |                                  |                                  |                                                                                          |                                                                                          | | |                                                                         |                                                                         |                                                    |                                                    | | | |
| \| \| Miembros de la OTAN \| \| Plan de Acción para la Adhesión \| \| Plan de Acción Individual de Asociación \| \| Asociación para la Paz \| \| Diálogo Mediterráneo \| \| Iniciativa de Cooperación de Estambul \| \| Socios Globales \| \| \| - Estados Unidos - España - Francia - Albania - Alemania - Bélgica - Bulgaria - Canadá - Croacia - Dinamarca - Eslovaquia - Eslovenia - Estonia - Grecia - Hungría - Islandia - Italia - Letonia - Lituania - Luxemburgo - Macedonia del Norte - Montenegro - Noruega - Países Bajos - Polonia - Portugal - Reino Unido - República Checa - Rumania - Turquía - Finlandia - Suecia \| - Estados Unidos - España - Francia - Albania - Alemania - Bélgica - Bulgaria - Canadá - Croacia - Dinamarca - Eslovaquia - Eslovenia - Estonia - Grecia - Hungría - Islandia - Italia - Letonia - Lituania - Luxemburgo - Macedonia del Norte - Montenegro - Noruega - Países Bajos - Polonia - Portugal - Reino Unido - República Checa - Rumania - Turquía - Finlandia - Suecia \| - Bosnia y Herzegovina - Ucrania \| - Bosnia y Herzegovina - Ucrania \| - Armenia - Azerbaiyán - Bosnia y Herzegovina - Georgia - Kazajistán - Moldavia - Serbia \| - Armenia - Azerbaiyán - Bosnia y Herzegovina - Georgia - Kazajistán - Moldavia - Serbia \| - Armenia - Austria - Azerbaiyán - Bielorrusia - Bosnia y Herzegovina - Georgia - Irlanda - Kazajistán - Kirguistán - Macedonia del Norte - Malta - Moldavia - Rusia - Serbia - Suiza - Tayikistán - Turkmenistán - Uzbekistán \| - Armenia - Austria - Azerbaiyán - Bielorrusia - Bosnia y Herzegovina - Georgia - Irlanda - Kazajistán - Kirguistán - Macedonia del Norte - Malta - Moldavia - Rusia - Serbia - Suiza - Tayikistán - Turkmenistán - Uzbekistán \| - Argelia - Egipto - Israel - Jordania - Mauritania - Marruecos - Túnez \| - Argelia - Egipto - Israel - Jordania - Mauritania - Marruecos - Túnez \| - Baréin - Kuwait - Catar - Emiratos Árabes Unidos \| - Baréin - Kuwait - Catar - Emiratos Árabes Unidos \| - Colombia - Corea del Sur - Australia - Japón - Mongolia - Nueva Zelanda - Pakistán - Irak - Afganistán (de iure) \| - Colombia - Corea del Sur - Australia - Japón - Mongolia - Nueva Zelanda - Pakistán - Irak - Afganistán (de iure) \| - Colombia - Corea del Sur - Australia - Japón - Mongolia - Nueva Zelanda - Pakistán - Irak - Afganistán (de iure) \| | |                                  |                                  |                                                                                          |                                                                                          | | |                                                                         |                                                                         |                                                    |                                                    | | | |
| | Miembros de la OTAN |                                  | Plan de Acción para la Adhesión  |                                                                                          | Plan de Acción Individual de Asociación                                                  | | Asociación para la Paz |                                                                         | Diálogo Mediterráneo                                                    |                                                    | Iniciativa de Cooperación de Estambul              | | Socios Globales | |
| - Estados Unidos - España - Francia - Albania - Alemania - Bélgica - Bulgaria - Canadá - Croacia - Dinamarca - Eslovaquia - Eslovenia - Estonia - Grecia - Hungría - Islandia - Italia - Letonia - Lituania - Luxemburgo - Macedonia del Norte - Montenegro - Noruega - Países Bajos - Polonia - Portugal - Reino Unido - República Checa - Rumania - Turquía - Finlandia - Suecia | - Estados Unidos - España - Francia - Albania - Alemania - Bélgica - Bulgaria - Canadá - Croacia - Dinamarca - Eslovaquia - Eslovenia - Estonia - Grecia - Hungría - Islandia - Italia - Letonia - Lituania - Luxemburgo - Macedonia del Norte - Montenegro - Noruega - Países Bajos - Polonia - Portugal - Reino Unido - República Checa - Rumania - Turquía - Finlandia - Suecia | - Bosnia y Herzegovina - Ucrania | - Bosnia y Herzegovina - Ucrania | - Armenia - Azerbaiyán - Bosnia y Herzegovina - Georgia - Kazajistán - Moldavia - Serbia | - Armenia - Azerbaiyán - Bosnia y Herzegovina - Georgia - Kazajistán - Moldavia - Serbia | - Armenia - Austria - Azerbaiyán - Bielorrusia - Bosnia y Herzegovina - Georgia - Irlanda - Kazajistán - Kirguistán - Macedonia del Norte - Malta - Moldavia - Rusia - Serbia - Suiza - Tayikistán - Turkmenistán - Uzbekistán | - Armenia - Austria - Azerbaiyán - Bielorrusia - Bosnia y Herzegovina - Georgia - Irlanda - Kazajistán - Kirguistán - Macedonia del Norte - Malta - Moldavia - Rusia - Serbia - Suiza - Tayikistán - Turkmenistán - Uzbekistán | - Argelia - Egipto - Israel - Jordania - Mauritania - Marruecos - Túnez | - Argelia - Egipto - Israel - Jordania - Mauritania - Marruecos - Túnez | - Baréin - Kuwait - Catar - Emiratos Árabes Unidos | - Baréin - Kuwait - Catar - Emiratos Árabes Unidos | - Colombia - Corea del Sur - Australia - Japón - Mongolia - Nueva Zelanda - Pakistán - Irak - Afganistán (de iure) | - Colombia - Corea del Sur - Australia - Japón - Mongolia - Nueva Zelanda - Pakistán - Irak - Afganistán (de iure) | - Colombia - Corea del Sur - Australia - Japón - Mongolia - Nueva Zelanda - Pakistán - Irak - Afganistán (de iure) |

### Planes de Acción Individual de Asociación
En noviembre de 2002, durante la cumbre de Praga, se abrieron los Planes de Acción Individual de Asociación (IPAP) a los países que tienen la voluntad política y la suficiente capacidad para tener una mayor relación con la OTAN. Los IPAP han sido ejecutados en los siguientes países:
- Ucrania (22 de noviembre de 2002)[62][63]
- Georgia (29 de octubre de 2004)
- Azerbaiyán (27 de mayo de 2005)
- Armenia (16 de diciembre de 2005)
- Kazajistán (31 de enero de 2006)
- Moldavia (19 de mayo de 2006)
- Bosnia y Herzegovina (septiembre de 2008)
- Serbia (15 de enero de 2015)[64][65]

### Asociación para la Paz
La Asociación para la Paz (en inglés: Partnership for Peace, PfP) es un programa originalmente iniciado en 1994 y basado en las relaciones bilaterales entre cada país asociado y la OTAN: cada país puede elegir hasta qué punto quiere participar.
Los veintiún países asociados son los siguientes:
- Antiguos países de la Unión Soviética: Armenia, Azerbaiyán, Bielorrusia, Georgia, Kazajistán, Kirguistán, Moldavia, Rusia, Tayikistán, Turkmenistán, Ucrania, Uzbekistán.

- Países militarmente neutrales que tuvieron un sistema capitalista durante la Guerra Fría: Austria, Irlanda, Malta, Suiza.

- Países militarmente neutrales que tuvieron una economía socialista durante la Guerra Fría: Bosnia y Herzegovina, Serbia.

Chipre encuentra una gran oposición a su admisión en la Asociación para la Paz por parte de Turquía a causa del conflicto entre los dos países. Por ese motivo, Chipre no participa en la Política Europea de Seguridad y Defensa.
El Consejo de Asociación Euro-Atlántico (en inglés: Euro-Atlantic Partnership Council, EAPC), establecido el 29 de mayo de 1997, consiste en un foro destinado a la coordinación, consulta y diálogo entre los participantes del programa Asociación para la Paz y los países miembros de la OTAN.

### Consejo OTAN-Rusia

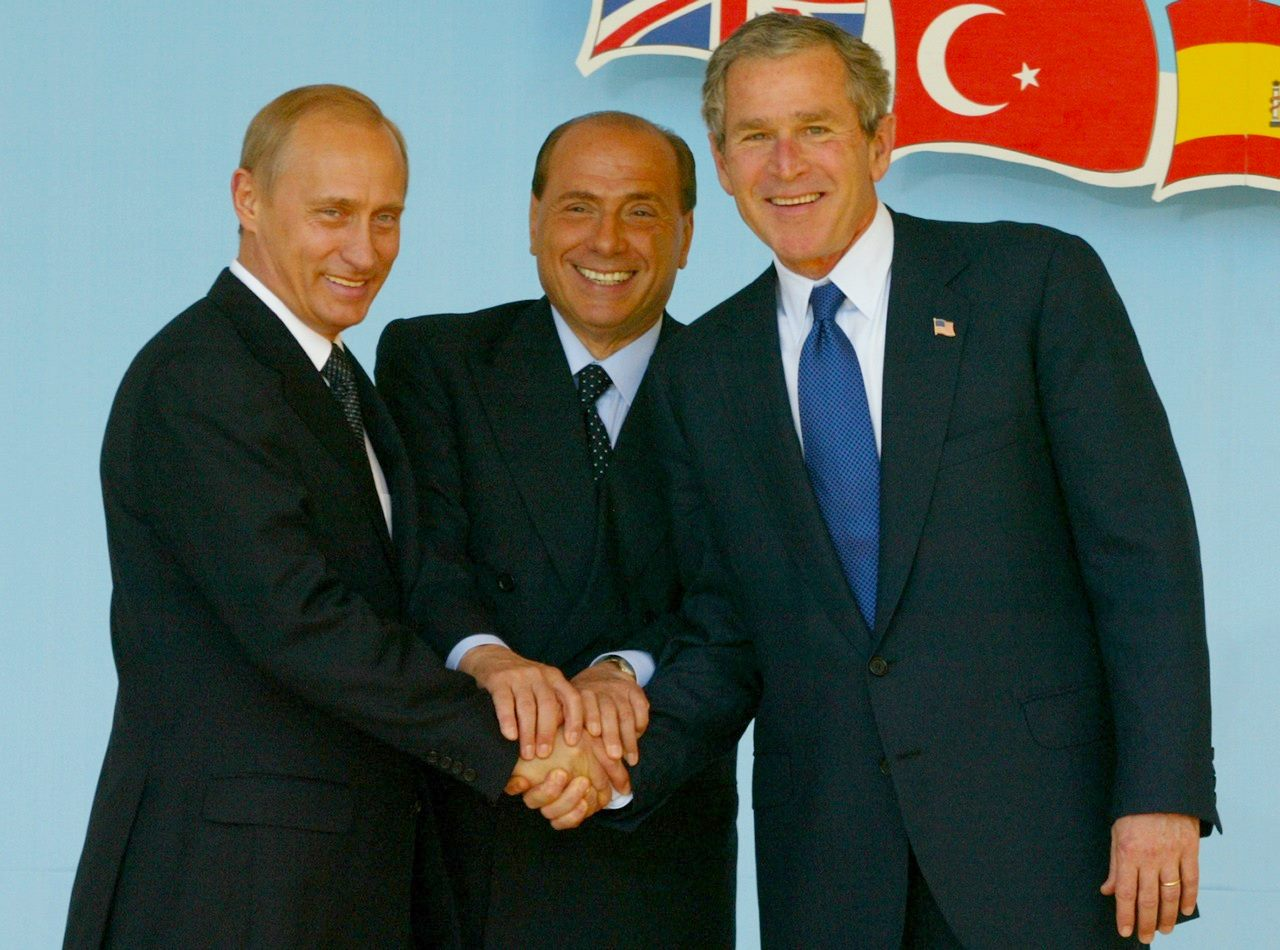
Consejo OTAN-Rusia.

Desde mediados de la década de los 2000, Rusia ha estado protestando por los planes de Estados Unidos de instalar diez interceptores antimisiles en Polonia y un radar en la República Checa dirigidos a prevenir hipotéticos ataques desde Irán y Corea del Norte. En opinión del Ministro de Asuntos Exteriores ruso, Serguéi Lavrov, en abril de 2007,[cita requerida] el sistema de defensa no ofrece protección a Rumanía, Bulgaria, Grecia y Turquía, que podrían ser alcanzados por misiles provenientes de Irán, interpretando Rusia su construcción como «el avance de la infraestructura militar de la OTAN hacia nuestras fronteras».[cita requerida] Ante los argumentos de Condoleezza Rice, la secretaria de Estado estadounidense, Lavrov no se muestra convencido, reacción que crea cierta inquietud entre algunos países de la OTAN, como Alemania y Noruega.
Sin embargo, es desde principios de marzo de 2014 cuando las relaciones entre la OTAN y la Federación Rusa se deterioran significativamente, debido a la crisis en Ucrania y a la anexión rusa de Crimea, pidiendo la OTAN a Rusia que detenga sus acciones y afirmando públicamente su apoyo a la soberanía e integridad territorial de Ucrania. Así, el 1 de abril de 2014, la OTAN emite un comunicado en el que anuncia que ha «decidido suspender toda la cooperación civil y militar entre la OTAN y Rusia. El diálogo político en el Consejo OTAN-Rusia puede continuar a nivel de embajadores para poder intercambiar puntos de vista, especialmente en lo que a esta crisis se refiere». Además, el comunicado condena «la intervención militar ilegal rusa en Ucrania y la violación de la soberanía e integridad territorial de Ucrania por parte de Rusia».

### Socios globales
Ser socio global de la OTAN no significa ser miembro de la organización, pero tiene privilegios de cooperación por parte de los países miembros de la alianza en el área de equipamiento, formación e investigación hacia los países que conforman este grupo como si fuesen miembros.
En esta categoría de «socio global» están Afganistán, Australia, Irak, Japón, Colombia, Corea del Sur, Mongolia, Nueva Zelanda y Pakistán.

#### Colombia
En junio de 2013, el Gobierno de Colombia suscribió un acuerdo de cooperación y acercamiento con la organización transatlántica, con el objetivo que el país sea un miembro asociado a futuro.
El 25 de mayo de 2018, el entonces presidente colombiano, Juan Manuel Santos, declaró vía Twitter que Colombia ingresará a la OTAN la semana siguiente como «socio global» (global partner), convirtiéndose en el primer país de Hispanoamérica asociado a la organización, ingreso concretado el día 31 de mayo.

### Aliado importante extra-OTAN

Aliados importantes de Estados Unidos extra-OTAN.

«Aliado importante extra-OTAN» es una designación dada por el gobierno de los Estados Unidos a un grupo de países aliados que mantienen un trabajo conjunto con las Fuerzas Armadas de los Estados Unidos, pero no son miembros de la organización. El ser elevado al estatus de MNNA no incluye automáticamente un pacto de defensa colectiva con Estados Unidos, pero brinda ventajas militares y financieras, por parte del país norteamericano, que no podrían obtener países que no son miembros de la OTAN.

#### Listado
Entre paréntesis, el año en que fueron declarados en esta categoría:
- Australia (1987)[75]
- Corea del Sur (1987)[75]
- Egipto (1987)[75]
- Israel (1987)[75]
- Japón (1987)[75]
- Jordania (1996)
- Nueva Zelanda (1997)[76]
- Argentina (1998)[77]
- Baréin (2002)[78]
- Filipinas (2003)[79]
- Tailandia (2003)[80]
- República de China (2003)[81]
- Kuwait (2004)[82]
- Marruecos (2004)[83]
- Pakistán (2004)[84]
- Afganistán (2012)[85]
- Túnez (2015)[86]
- Brasil (2019)[87][88]
- Catar (2022)[89]
- Colombia (2022)[90]
- Kenia (2024)

## Críticas
La OTAN ha recibido numerosas críticas por sus acciones y medidas militares por parte de múltiples sectores tales como los ministros de Exteriores de Reino Unido y Francia, William Hague y Alain Juppé, durante las operaciones de la OTAN en Libia. La UNESCO le acusó de violar las resoluciones de Naciones Unidas y las convenciones de Ginebra que condenan la violencia contra los periodistas y los medios de comunicación al bombardear las instalaciones de la televisión estatal libia. Durante este mismo periodo, el entonces canciller de Venezuela, Nicolás Maduro, habló desde la Asamblea General de las Naciones Unidas, dejó entrever con su discurso que la OTAN apoyó a un grupo de rebeldes para que derrocaran a Muamar el Gadafi con el único objetivo de apoderarse de los valiosos recursos naturales que posee Libia.
Recibió críticas del ministro de Exteriores ruso, Serguéi Lavrov, debido a la forma en la que afrontó la guerra en Malí, Siria y su actuación frente al programa nuclear iraní; «El modo en el que la OTAN encara los problemas no ayuda», aseguró el ministro ruso, y agregó que la comunidad internacional debería «adoptar una aproximación más global», no centrada en los intereses exclusivos de Europa y los Estados Unidos —la alianza transatlántica—, y que los riesgos son compartidos. Lavrov puso en duda la manera en la que la OTAN está afrontando los «principales problemas de la actualidad», como la Primavera Árabe, Siria, Malí o Irán.

### La cuestión de Ceuta, Melilla y otros territorios en la OTAN
Se ha debatido sobre el hecho de que, en lo referente a Ceuta y Melilla, la OTAN supuestamente no estaría obligada a defender la soberanía española a través del artículo 5 de un posible ataque militar exterior (presuntamente marroquí) en una lectura estricta de los límites territoriales del artículo 6 del Tratado, por cuestiones de límites geográficos (por ejemplo, el territorio estadounidense de Hawái tampoco estaría cubierto). Esto no obsta para que la entrada de España en la OTAN no haya tenido indudables efectos disuasorios, según Solsten y Meditz. No obstante, las ciudades estarían cubiertas indirectamente por el segundo párrafo del artículo 6: "se considerará ataque armado contra una o varias de las Partes, el que se produzca [...] contra las fuerzas, buques o aeronaves de cualquiera de las Partes [...] que se encuentren en el Mar Mediterráneo [...]" (es decir, por ejemplo, que siguiendo literalmente este artículo un ataque a un buque de la Armada española fondeado en el puerto de Ceuta o el de Melilla daría lugar a pedir la aplicación del artículo 5) y además España podría pedir ayuda en base al artículo 4: "Las Partes se consultarán cuando, a juicio de cualquiera de ellas, la integridad territorial, la independencia política o la seguridad de cualquiera de las Partes fuese amenazada". Con el anterior Concepto Estratégico (CE) de la OTAN aprobado en Lisboa en 2010, se señalaba que "La OTAN disuadirá y se defenderá contra cualquier amenaza de agresión, y contra los riesgos emergentes allá donde pongan en cuestión a la seguridad fundamental ya sea de los aliados individualmente o de la Alianza como un todo" y no tiene en cuenta los límites geográficos (el Concepto Estratégico de 1999 sí recogía los límites geográficos señalados en el artículo 6 del Tratado). De hecho, el entonces secretario general de la OTAN Anders Fogh Rasmussen dijo: "Pero hoy, la defensa de nuestro territorio y de nuestros ciudadanos no empieza ni termina en la frontera. Puede comenzar en Kandahar. Puede comenzar en el ciberespacio. Y la OTAN necesita ser capaz de defenderse por todo el espectro."
Durante la guerra de las Malvinas de 1982, el Reino Unido no solicitó oficialmente el apoyo de la OTAN porque la guerra fue en el hemisferio sur; no obstante, recibió ayuda de sus aliados de la OTAN. La OTAN apoyó a España durante el incidente de la isla Perejil. La protección de Ceuta y Melilla además se ha reforzado por el artículo 42.7 del TUE de la Unión Europea que señala: "Si un Estado miembro es objeto de una agresión armada en su territorio, los demás Estados miembros le deberán ayuda y asistencia con todos los medios a su alcance, de conformidad con el artículo 51 de la Carta de las Naciones Unidas. Ello se entiende sin perjuicio del carácter específico de la política de seguridad y defensa de determinados Estados miembros."
Con el nuevo concepto estratégico surgido tras la Cumbre de Madrid de 2022 se señala que "si bien la OTAN es una Alianza defensiva, nadie debería dudar de nuestra fuerza y determinación para defender cada pulgada del territorio aliado, preservar la soberanía y la integridad territorial de todos los aliados y prevalecer contra cualquier agresor", el secretario general Jens Stoltenberg aseguró que "sobre Ceuta y Melilla, la OTAN está aquí para proteger a los aliados ante cualquier amenaza. Al fin y al cabo, siempre habrá una decisión política para invocar el artículo 5, pero la OTAN está aquí para defender y proteger a todos nuestros aliados", y presidentes como el estadounidense Joe Biden o el británico Boris Johnson hicieron declaraciones más o menos explícitas en el mismo sentido.

## Gasto en defensa
La inversión en defensa estimada en 2024 de cada país es la siguiente:
| País                | Gasto en defensa (mil millones de dólares) | Gasto en defensa (% del PIB) |
| ------------------- | ------------------------------------------ | ---------------------------- |
| Albania             | 0,516                                      | 2,03                         |
| Bélgica             | 8,519                                      | 1,30                         |
| Bulgaria            | 2,325                                      | 2,18                         |
| Canadá              | 30,495                                     | 1,37                         |
| Croacia             | 1,624                                      | 1,81                         |
| República Checa     | 6,834                                      | 2,10                         |
| Dinamarca           | 9,940                                      | 2,37                         |
| Estonia             | 1,437                                      | 3,43                         |
| Finlandia           | 7,308                                      | 2,41                         |
| Francia             | 64,271                                     | 2,06                         |
| Alemania            | 97,686                                     | 2,12                         |
| Grecia              | 7,684                                      | 3,08                         |
| Hungría             | 4,889                                      | 2,11                         |
| Italia              | 34,462                                     | 1,49                         |
| Letonia             | 1,421                                      | 3,15                         |
| Lituania            | 2,300                                      | 2,85                         |
| Luxemburgo          | 0,785                                      | 1,29                         |
| Montenegro          | 0,162                                      | 2,02                         |
| Países Bajos        | 21,460                                     | 2,05                         |
| Macedonia del Norte | 0,353                                      | 2,22                         |
| Noruega             | 10,606                                     | 2,20                         |
| Polonia             | 34,975                                     | 4,12                         |
| Portugal            | 4,627                                      | 1,55                         |
| Rumania             | 8,644                                      | 2,25                         |
| Eslovaquia          | 2,841                                      | 2,00                         |
| Eslovenia           | 0,949                                      | 1,29                         |
| España              | 21,269                                     | 1,28                         |
| Suecia              | 13,428                                     | 2,14                         |
| Turquía             | 22,776                                     | 2,09                         |
| Reino Unido         | 82,107                                     | 2,33                         |
| Estados Unidos      | 967,707                                    | 3,38                         |
| Total               | 1474,399                                   | 2,71                         |

En la Cumbre de Newport de 2014, los países miembros acordaron como objetivo aumentar su gasto en defensa hasta llegar a un mínimo del 2 % de su PIB en 2024.